# 熊本市交通局380形電車
熊本市交通局380形電車（くまもとしこうつうきょく380がたでんしゃ）は、かつて熊本市交通局（熊本市電）に在籍した路面電車車両である。大阪市交通局（大阪市電）から移籍した旧901形のグループのうち最初の形式であり、1963年（昭和38年）に導入された。
旧901形のグループは導入年によって形式が分けられており、同型車として1964年（昭和39年）導入の390形、1965年（昭和40年）導入の400形がある。さらに1965年導入だがワンマン運転対応改造を施工されて熊本市電に入線した1000形も存在した。導入数は4形式で計30両に及ぶが、熊本市での運転期間は短く、路線の縮小や車両状態の悪化により1969年（昭和44年）から1972年（昭和47年）にかけて全車廃車された。

## 導入の経緯
熊本市電においては、1949年（昭和24年）に最初のボギー車120形・130形が導入されて以来、150形・160形・170形・180形・188形・190形・200形・350形と数年に1度のペースで新造ボギー車の導入が続けられ、その数は10形式計50両に及んだ。だが1960年（昭和35年）に350形が導入された後も、まだ37両の四輪単車が残されていた。
熊本市交通局では、輸送力増強や単車の多くを占めた木造車の一掃を目指してボギー車導入を続けることになったが、購入費用を抑えるため新造車ではなく中古車両を購入する方針を立てた。購入先は当時路線縮小が続いていた大阪市電と決定され、半鋼製小型ボギー車801形・901形や大型ボギー車1601形・1701形・1711形が候補にリストアップされた。この中から、在来車と同程度のサイズであり、車両状態もよく、機器の種類がそろうことから901形に決まった。中古車両の購入は1935年（昭和10年）に九州電気軌道から購入した初代70形に続く3例目で、大阪市電からの車両購入に絞ると昭和初期の40形・50形・76形導入以来のことであった。
この大阪市電901形は、1935年12月から翌1936年（昭和11年）7月にかけて田中車両・梅鉢鉄工所・日本車輌製造にて計50両製造された。当時の流行を反映した流線形の電車で、車体前面に傾斜がつき、側面も「く」の字型に膨らむ。さらに1936年には旧型車からの改造で同型車858形が23両登場。これらの車両は戦災や事故で一部廃車となるが、残った車両は一括して901形 (901 - 960) として運用された。これらは1964年（昭和39年）3月までに大阪市電では廃車され、9両を除いて熊本市電や鹿児島市電・神戸市電へ移籍していった。
熊本市電では、901形を1963年（昭和38年）・1964年（昭和39年）・1965年（昭和40年）の3度に分割し計30両購入した。導入年を形式名に採用したため1963年分10両が「380形」、1964年分10両が「390形」、1965年分10両のうち半数が「400形」と称する。1965年分の残り半数は他の車両とは異なってナニワ工機にてワンマン運転対応改造工事が施工されてから入線しており、「1000形」と称する。この1000形により1966年（昭和41年）2月1日から熊本市電ではワンマン運転が始まった。

### 新旧番号対照
大阪市電での車号→熊本市電での形式・車号
- 905 → 380形380
- 922 → 380形381
- 927 → 380形382
- 928 → 380形383
- 929 → 380形384
- 930 → 380形385
- 936 → 380形386
- 937 → 380形387
- 940 → 380形388
- 945 → 380形389

- 913 → 390形390
- 923 → 390形391
- 944 → 390形392
- 948 → 390形393
- 949 → 390形394
- 950 → 390形395
- 951 → 390形396
- 952 → 390形397
- 957 → 390形398
- 959 → 390形399

- 926 → 400形401
- 931 → 400形402
- 932 → 400形403
- 939 → 400形404
- 947 → 400形405
- 909 → 1000形1001
- 911 → 1000形1002
- 925 → 1000形1003
- 935 → 1000形1004
- 953 → 1000形1005

## 構造

### 車体

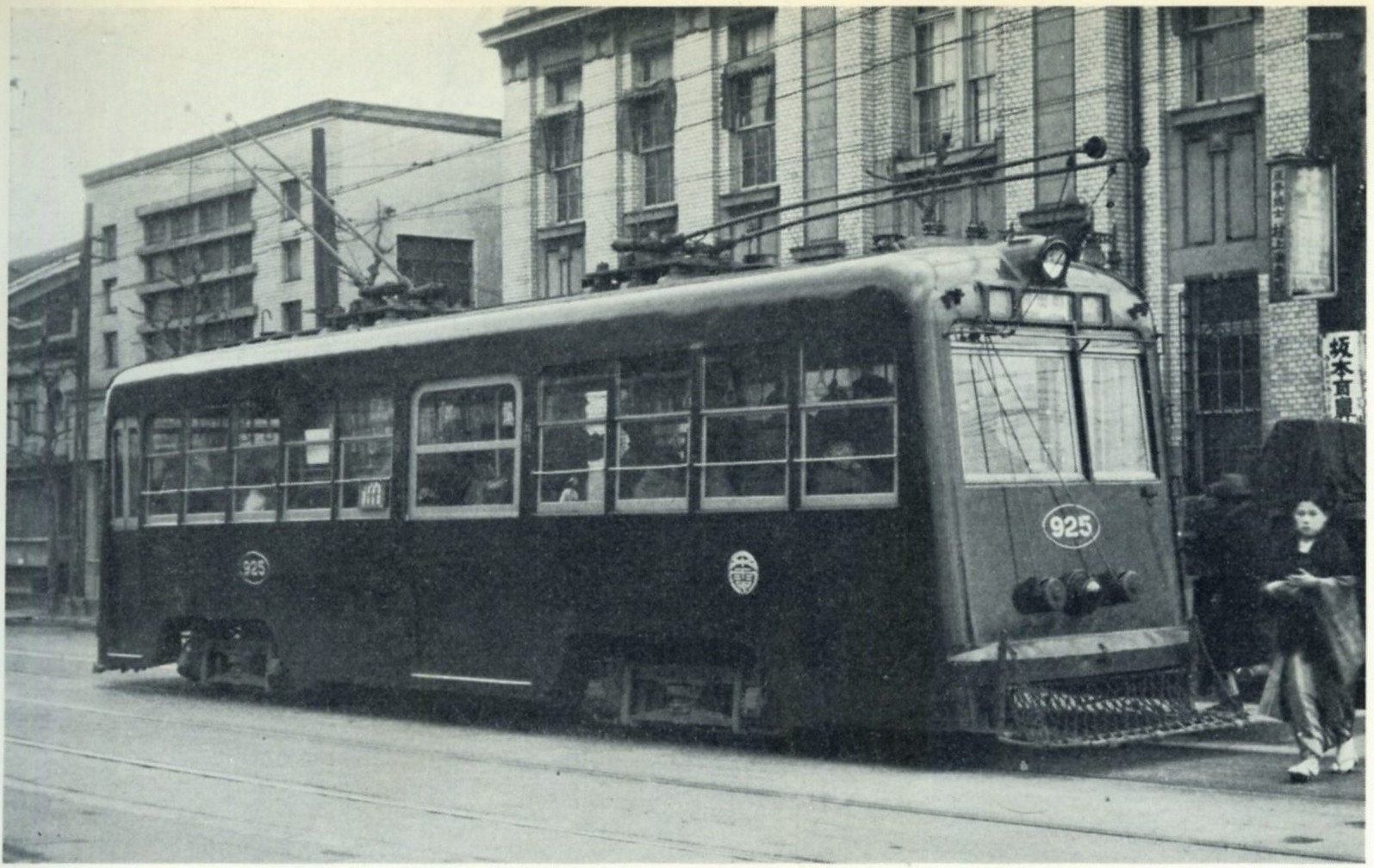
大阪時代の901形

車体に対する改造は小規模で、おおむね大阪市電時代の外観が維持された。車両の最大寸法は長さ11.59メートル、幅2.488メートル、高さ3.8メートル。
380形・390形・400形の車体塗装は下部紺色、窓回りクリーム色、屋根灰色の当時の標準塗装。3形式の共通点として、熊本入線時に正面窓上方向幕の脇にあった系統幕を埋めている。また一部車両では運転台窓上の明かり窓も埋められた。そのほか、車両によって次のような改造点があった。
- 385号 ： 最初に交通局での整備を終えて出場した車両で、側面窓の上部をHゴム支持に変更。
- 397号 ： 屋根上にある前照灯を中央窓下へ移設、その位置にある尾灯は正面から見て左側へ移す。
- 403・404号 ： 正面運転台窓を上部Hゴム固定・下部可動に変更。

ワンマンカーとなった1000形は改造点が多く、特に前面窓は3枚窓となり、中央にワイパー付固定一枚窓、両脇に上段Hゴム固定・下段サッシ支持の二段窓を配置するスタイルに変わった。前照灯は397号と同様に屋根上から窓下に下ろされ、さらに尾灯は停止灯と一体になったものが前照灯の両脇に取り付けられた。これは改造当時に広く利用されていたバス用尾灯・方向指示器の部品を転用したものであり、そのため当初は「熊本市電は右左折時にウィンカーが点滅する」と誤解されたという。そのほか、方向幕左のワンマン表示窓、可動式バックミラー、側面の出口・入口の表示、車外スピーカーが取り付けられた。また塗装はクリーム色を基調に紺色の帯を巻いたものとなった。

### 主要機器
熊本市電入線に際しての機器類の変更点は、直接制御器の交換（K-2F形からKR-8形へ）、ブレーキ弁の交換（SL-1形からPV-3形へ）の2点である。KR-8形直接制御器は三菱電機製で、熊本市電標準の東洋電機製造製DB1-K4形と同様、ノッチ数は直列4ノッチ・並列4ノッチ・電制7ノッチである。
その他主要機器は、台車が住友製鋼所製ブリル77E系台車、主電動機がゼネラル・エレクトリック製GE-247A形（出力29.84キロワット2基）、ブレーキがSM3直通ブレーキである。

## 運用と廃車
本系列の車両は、坪井線にある一部のカーブにて上下線の間隔が不十分ですれ違えないため、坪井線を通る4系統（上熊本駅前 - 広町 - 体育館前）では使用禁止であった。また川尻線（7系統）は一貫して四輪単車での運行であったため同線にも入線しなかった。従って本系列はそれ以外の系統、特に2系統（現・A系統）と3系統（現・B系統）で用いられた。
ワンマンカーの1000形は試運転や乗務員訓練を経て1966年（昭和41年）2月1日よりワンマン運転を開始した。当初の使用系統は2系統。その後、在来車でワンマンカー改造された1200形や1350形が登場するのに従い同年6月1日から3系統、8月1日からは1系統（田崎橋 - 子飼橋）にもワンマン運転が拡大している。当初、ワンマン運転は料金前払いの前乗り・後降り方式を採っていたが、11月1日より後払い制の後乗り・前降り方式となった。
本系列4形式30両の投入と単車専用の川尻線廃止により熊本市電の単車は1968年（昭和43年）までに全廃された。しかしながら本系列についても、在来車と性能があわない（本系列の主電動機出力29.84キロワットに対し在来車は38キロワットで統一）、使用線区に制限がある、さらには乗客数の伸び悩みといった問題から余剰をきたし、ツーマンカーの中から1968年3月16日付で計8両 (381・384・385・394・397・398・403・405) とほかの17両から常時2両ずつの計10両が休車となった。この休車となった8両は翌1969年（昭和44年）4月5日付で廃車された。
1936年製と在来車よりも古い本系列は、状態が悪くなる車両が続出したこともあり1970年（昭和45年）以降、路線の縮小にあわせて廃車が進行する。まず1970年4月1日付で10両 (382・383・386・391・393・395・396・399・401・402) が廃車。同年6月20日付でさらに7両 (380・387・388・389・390・392・404) が休車となり、翌1971年（昭和46年）4月15日付で廃車されて380形・390形・400形はいずれも形式消滅した。
1972年（昭和47年）2月末限りで1系統が廃止されると1000形も余剰となり、同年4月1日付で3両 (1001・1002・1005)、8月22日付で残り2両 (1003・1004) も廃車されてこちらも形式消滅となった。

### 廃車日一覧
- 1969年4月5日付
  - 380形381・384・385
  - 390形394・397・398
  - 400形403・405
- 1970年4月1日付
  - 380形382・383・386
  - 390形391・393・395・396・399
  - 400形401・402
- 1971年4月15日付
  - 380形380・387・388・389
  - 390形390・392
  - 400形404
- 1972年4月1日付
  - 1000形1001・1002・1005
- 1972年8月22日付
  - 1000形1003・1004